# Kościół św. Michała Archanioła w Brójcach
Kościół świętego Michała Archanioła – rzymskokatolicki kościół filialny należący do parafii Imienia Najświętszej Maryi Panny w Brójcach.

## Architektura
Jest to poewangelicka świątynia wzniesiona w stylu neogotyckim pod koniec XIX wieku lub na początku XX wieku. Świątynia została zbudowana na planie prostokąta, z węższym, niższym, zamkniętym wielobocznie prezbiterium oraz monumentalną wieżą, zwieńczoną strzelistym, ostrosłupowym dachem hełmowym. Jego ściany są oblicowane czerwoną cegłą. elewacje świątyni są ozdobione ostrołukowymi, otynkowanymi blendami. okna posiadają taki sam kształt; w kilku z nich znajdują się witraże figuralne, na przykład w prezbiterium jest umieszczony witraż przedstawiający scenę Wniebowstąpienia Pańskiego.